# الکساندر موگیلنی
الکساندر موگیلنی (روسی: Александр Геннадиевич Могильный؛ زادهٔ ۱۸ فوریهٔ ۱۹۶۹) بازیکن هاکی روی یخ اهل اتحاد جماهیر شوروی سوسیالیستی بود.
وی همچنین برندهٔ جوایزی همچون جام استنلی شده‌است.
از باشگاه‌هایی که در آن بازی کرده‌است می‌توان به ونکوور کناکز اشاره کرد.